# Lionel Banks
Lionel Cornelius Banks (* 22. Juni 1901 in Salt Lake City, Utah; † 20. März 1950 in Los Angeles, Kalifornien) war ein US-amerikanischer Szenenbildner beim Film.

## Leben
Lionel Banks kam 1901 als Sohn von Cornelius Hopkin Banks (1873–1961) und Mattie Luella Bess (1879–1929) in Salt Lake City zur Welt. Er begann 1935 seine Filmkarriere als Szenenbildner und wurde 1937 von Columbia Pictures unter Vertrag genommen, wo er bereits im selben Jahr erstmals als Artdirector für Leo McCareys Filmkomödie Die schreckliche Wahrheit zum Einsatz kam. Bis 1948 war er an mehr als 200 Filmproduktionen beteiligt, wobei er mit einigen namhaften Regisseuren wie Frank Capra, George Cukor oder auch Howard Hawks zusammenarbeitete.
Im Laufe seiner Karriere wurde er – zumeist mit anderen Szenenbildnern – siebenmal für den Oscar in der Kategorie Bestes Szenenbild nominiert, so etwa für Cukors Die Schwester der Braut (1938) mit Katharine Hepburn und Cary Grant, Capras Mr. Smith geht nach Washington (1939) mit James Stewart oder auch Charles Vidors Technicolor-Filmmusical Es tanzt die Göttin (1944) mit Rita Hayworth und Gene Kelly. Er konnte den Oscar jedoch nie gewinnen. 1948 entwarf er ein letztes Mal die Kulissen für einen Film. Banks, der mit Adalena Lavee Peterson (1905–1960) verheiratet war, starb 1950 im Alter von nur 48 Jahren in Mandeville Canyon, einem Stadtviertel im Westen von Los Angeles.

## Filmografie (Auswahl)
- 1935: Das Rätsel von Zimmer 309 (One New York Night) – Regie: Jack Conway
- 1937: In den Fesseln von Shangri-La (Lost Horizon) – Regie: Frank Capra
- 1937: Die schreckliche Wahrheit (The Awful Truth) – Regie: Leo McCarey
- 1937: The Shadow – Regie: Charles C. Coleman
- 1938: Special Inspector – Regie: Leon Barsha
- 1938: Blondie – Regie: Frank R. Strayer
- 1938: There’s Always a Woman – Regie: Alexander Hall
- 1938: Die Schwester der Braut (Holiday) – Regie: George Cukor
- 1938: Lebenskünstler (You Can’t Take It with You) – Regie: Frank Capra
- 1939: Homicide Bureau – Regie: Charles C. Coleman
- 1939: The Lone Wolf Spy Hunt – Regie: Peter Godfrey
- 1939: Blondie Meets the Boss – Regie: Frank R. Strayer
- 1939: S.O.S. Feuer an Bord (Only Angels Have Wings) – Regie: Howard Hawks
- 1939: Blondie Takes a Vacation – Regie: Frank R. Strayer
- 1939: Golden Boy – Regie: Rouben Mamoulian
- 1939: Mr. Smith geht nach Washington (Mr. Smith Goes to Washington) – Regie: Frank Capra
- 1939: Blondie Brings Up Baby – Regie: Frank R. Strayer
- 1940: Music in My Heart – Regie: Joseph Santley
- 1940: Sein Mädchen für besondere Fälle (His Girl Friday) – Regie: Howard Hawks
- 1940: Blondie on a Budget – Regie: Frank R. Strayer
- 1940: Ein Ehemann zuviel (Too Many Husbands) – Regie: Wesley Ruggles
- 1940: Hochzeit wider Willen (The Doctor Takes a Wife) – Regie: Alexander Hall
- 1940: Blondie Has Servant Trouble – Regie: Frank R. Strayer
- 1940: The Lady in Question – Regie: Charles Vidor
- 1940: Angels Over Broadway – Regie: Ben Hecht
- 1940: Blondie Plays Cupid – Regie: Frank R. Strayer
- 1940: Arizona – Regie: Wesley Ruggles
- 1941: Das Gesicht hinter der Maske (The Face Behind the Mask) – Regie: Robert Florey
- 1941: Blondie Goes Latin – Regie: Frank R. Strayer
- 1941: Akkorde der Liebe (Penny Serenade) – Regie: George Stevens
- 1941: Blondie in Society – Regie: Frank R. Strayer
- 1941: Urlaub vom Himmel (Here Comes Mr. Jordan) – Regie: Alexander Hall
- 1941: Das Geheimnis der drei Schwestern (Ladies in Retirement) – Regie: Charles Vidor
- 1941: Reich wirst du nie (You’ll Never Get Rich) – Regie: Sidney Lanfield
- 1941: Flucht nach Texas (Texas) – Regie: George Marshall
- 1941: Du gehörst zu mir (You Belong to Me) – Regie: Wesley Ruggles
- 1942: Blondie Goes to College – Regie: Frank R. Strayer
- 1942: Fräulein Mama (The Lady Is Willing) – Regie: Mitchell Leisen
- 1942: Blondie’s Blessed Event – Regie: Frank R. Strayer
- 1942: Ein Kuß zuviel (They All Kissed the Bride) – Regie: Alexander Hall
- 1942: Blondie for Victory – Regie: Frank R. Strayer
- 1942: Zeuge der Anklage (The Talk of the Town) – Regie: George Stevens
- 1942: Meine Schwester Ellen (My Sister Eileen) – Regie: Alexander Hall
- 1942: Du warst nie berückender (You Were Never Lovelier) – Regie: William A. Seiter
- 1942: A Night to Remember – Regie: Richard Wallace
- 1943: Immer mehr, immer fröhlicher (The More the Merrier) – Regie: George Stevens
- 1943: Aufruhr der Gesetzlosen (The Desperadoes) – Regie: Charles Vidor
- 1943: It’s a Great Life – Regie: Frank R. Strayer
- 1943: Sahara – Regie: Zoltan Korda
- 1943: Footlight Glamour – Regie: Frank R. Strayer
- 1944: Es tanzt die Göttin (Cover Girl) – Regie: Charles Vidor
- 1944: Address Unknown – Regie: William Cameron Menzies
- 1945: Tonight and Every Night – Regie: Victor Saville
- 1945: Polonaise (A Song to Remember) – Regie: Charles Vidor
- 1945: Seine Frau ist meine Frau (Guest Wife) – Regie: Sam Wood
- 1947: Die Farm der Gehetzten (Ramrod) – Regie: André De Toth
- 1947: Fremde Stadt (Magic Town) – Regie: William A. Wellman
- 1948: Erbe des Henkers (Moonrise) – Regie: Frank Borzage
- 1949: Die Herrin von Atlantis – Regie: Gregg G. Tallas

## Auszeichnungen

### Oscar
Bestes Szenenbild
Nominiert:
- 1939: Die Schwester der Braut (zusammen mit Stephen Goosson)
- 1940: Mr. Smith geht nach Washington
- 1941: Arizona (zusammen mit Robert Peterson)
- 1942: Das Geheimnis der drei Schwestern (zusammen mit George Montgomery)
- 1943: Zeuge der Anklage (zusammen mit Fay Babcock, Rudolph Sternad)
- 1945: Es tanzt die Göttin (zusammen mit Fay Babcock, Cary Odell)
- 1945: Address Unknown (zusammen mit Walter Holscher, Joseph Kish)